# Marco Geganio Macerino (tribuno consular 367 a. C.)
Marco Geganio Macerino  fue un político y militar romano del siglo IV a. C. perteneciente a la gens Gegania.

## Familia
Geganio fue miembro de los Geganios Macerinos, una rama familiar patricia de la gens Gegania.

## Tribunado consular
Obtuvo el tribunado consular en el año 367 a. C. cuando se promulgaron las leges Liciniae Sextiae.